# Sirystes sibilator
El mosquero silbador (Sirystes sibilator), también denominado suirirí silbón (en Argentina y Paraguay), es una especie de ave paseriforme de la familia Tyrannidae perteneciente al género Sirystes. Es nativo de América del Sur. Este género era monotípico hasta mayo de 2014 en que algunas subespecies de la presente fueron separadas y elevadas al rango de especies, con base en diferencias de vocalización y morfológicas.

## Distribución y hábitat
Se distribuye desde la parte sur de la Amazonia en Brasil, hasta el sur de este país, este de Paraguay y extremo noreste de Argentina.
Esta especie es considerada localmente bastante común en sus hábitats naturales: el dosel de bosque húmedo, bosques de galería y a veces en los bordes del bosque, hasta los 1000 m de altitud en el sureste de Brasil.

## Descripción
Mide 18,5 cm de longitud. La corona es negruzca, los lados de la cabeza gris oscuros, el dorso es gris mezclado; las alas negruzcas con filetes grisáceos, la cola negra. Garganta y pecho son gris claro, el vientre es blancuzco.

## Comportamiento
Solo o en pareja, acostumbra acompañar, o hasta liderar, bandadas mixtas. Con frecuencia se inclina para adelante, moviendo la cabeza y erizando la corona.

### Alimentación
Se alimenta de insectos. Captura las presas espantadas por otras aves de la bandada mixta, pudiendo emitir un falso grito de alerta para provocar el caos en la misma y aprovecharse de los insectos asustados con la movimentación provocada.

### Reproducción
Nidifica en cavidades naturales de los árboles.

### Vocalización
Vocaliza bastante, de lo que derivan sus nombres populares; sus llamados incluyen un «uir-piu-piu» sonoro que a veces se prolonga en una agitada serie, «uir-pi-pi-piu-piu-piu».

## Sistemática

### Descripción original
La especie S. sibilator fue descrita por primera vez por el naturalista francés Louis Pierre Vieillot en 1818, bajo el nombre científico Muscicapa sibilator; la localidad tipo es «Río Plata, Paraguay».

### Etimología
El nombre genérico femenino «Sirystes» deriva del griego «suristēs» que significa ‘gaitero’; y el nombre de la especie «sibilator», en latín significa ‘silbador’.

### Taxonomía
En mayo de 2014, fue aprobada la Propuesta N° 610 (A) al Comité de Clasificación de Sudamérica (SACC), separando la subespecie S. sibilator albogriseus de la presente y elevándola al rango de especie Sirystes albogriseus de acuerdo con Ridgely & Greenfield (2001), seguido por Jahn et al. (2002), Hilty (2003), Gill & Wright (2006), Ridgely & Tudor (2009), McMullan & Navarrete (2013) y otros, con base principalmente en diferencias de vocalización discutidas en Ridgely & Tudor (1994).
En la misma propuesta 610 (B), de acuerdo con Donegan (2013), y con base en diferencias de vocalización, las subespecies S. sibilator albocinereus y S. sibilator subcanescens fueron separadas de la presente y elevadas al rango de especies Sirystes albocinereus y Sirystes subcanescens.

### Subespecies
Según las clasificaciones del Congreso Ornitológico Internacional (IOC) y Clements Checklist/eBird se reconocen dos subespecies, con su correspondiente distribución geográfica:
- Sirystes sibilator atimastus Oberholser, 1902 - Chapada dos Guimarães en Mato Grosso, Brasil.
- Sirystes sibilator sibilator (Vieillot, 1818) - centro y sureste de Brasil (sur de Pará, donde es raro, Maranhão y Bahía hacia el sur hasta Río Grande del Sur), este de Paraguay (al este desde Amambay y |Paraguarí) y noreste de Argentina (Misiones, noreste de Corrientes).